# دلميرو غوفيا
دلميرو غوفيا (بالبرتغالية: Delmiro Gouveia‏) هي بلدية تقع في البرازيل في ألاغواس. يقدر عدد سكانها بـ 47,991 نسمة ومساحتها 609.7 كم2 وترتفع عن سطح البحر 256 متر.